# Niederkreuzstetten
Niederkreuzstetten ist ein Ort der Marktgemeinde Kreuzstetten im Bezirk Mistelbach in Niederösterreich.

## Geografie
Niederkreuzstetten befindet sich am nördlichen Rand des Kreuttales am Haßlauerbach.
In der Katastralgemeinde gibt es den um 1870 entstandenen kleinen Ort Neubau-Kreuzstetten.

## Geschichte
Zum Ort gibt es Belege einer Besiedlung im Neolithikum, Bronzezeit und Latènezeit. 1125 wurde der Ort Niederkreuzstetten erstmals urkundlich genannt. 1265  wurde urkundlich erstmals die Burg Niederkreuzstetten erwähnt. Das spätere Schloss stand in der Reformationszeit im Besitz der Herrschaft Prandt von Prandeck. Von 1622 an bis zum Jahr 1881 war es im Besitz der Grafen Hoyos. Der Ort wurde 1664 erstmals urkundlich als Markt erwähnt. In der Niederösterreichkarte von Georg M. Vischer aus dem Jahr 1669/70 ist Kreuzstetten als „Unter Kreitznstötten“ zu finden. 1846 wurde das alte Marktprivileg für Niederkreuzstetten bestätigt. In der ersten Hälfte des 20. Jahrhunderts war der Markt eine beliebte Sommerfrische. In den letzten Tagen des Zweiten Weltkriegs, am 17. April 1945, fanden in Niederkreuzstetten Kämpfe zwischen Truppen der Wehrmacht und der Roten Armee statt, wobei fünf Gebäude, darunter die Volksschule, durch Brand zerstört wurden. Dabei wurden auch sechs Zivilisten getötet und drei Brücken gesprengt. Seit 1965 besteht die Marktgemeinde Kreuzstetten aus den Katastralgemeinden Niederkreuzstetten, Oberkreuzstetten und Streifing.

## Bebauung
Das Angerdorf hat straßendorfartige Erweiterungen nach dem Westen und nach Süden. Der West-Ost gerichtete Anger hat eine uneinheitliche traufständige Verbauung und mündet im Osten in den teils zweigeschoßig verbauten Kirchenplatz.

## Öffentliche Einrichtungen
In Niederkreuzstetten befindet sich ein Kindergarten und eine Volksschule.

## Kultur und Sehenswürdigkeiten
- Katholische Pfarrkirche Niederkreuzstetten hl. Jakobus der Ältere
- Schloss Niederkreuzstetten am Nordrand des Ortes

## Persönlichkeiten
- Anna Kiesenhofer (* 1991), Radrennfahrerin, Gold im Rad-Straßenrennen bei den Olympischen Sommerspielen 2020 in Tokio am 25. Juli 2021.[6]

## Verkehr
- Bahn: Niederkreuzstetten hat eine Schnellbahnstation an der Außenstrecke der S-Bahn Wien nach Laa an der Thaya (Laaer Ostbahn).